# جالا
جالا هي قرية فلسطينية صغيرة تقع شمال محافظة الخليل، وتبعد عن مركز المحافظة 12 كم وترتبط ارتباط وثيق ببلدة بيت أمر،وتتبع مجلس بلدي بيت أمر ،وتبعد عنها 2 كم جنوبا، ويوجد في القرية الكثير من المواقع الأثرية والتاريخية، وتنتشر زراعة العنب بكثرة في القرية، وتمتاز القرية بجوها المعتدل كسائر محافظة الخليل.